# Démersal

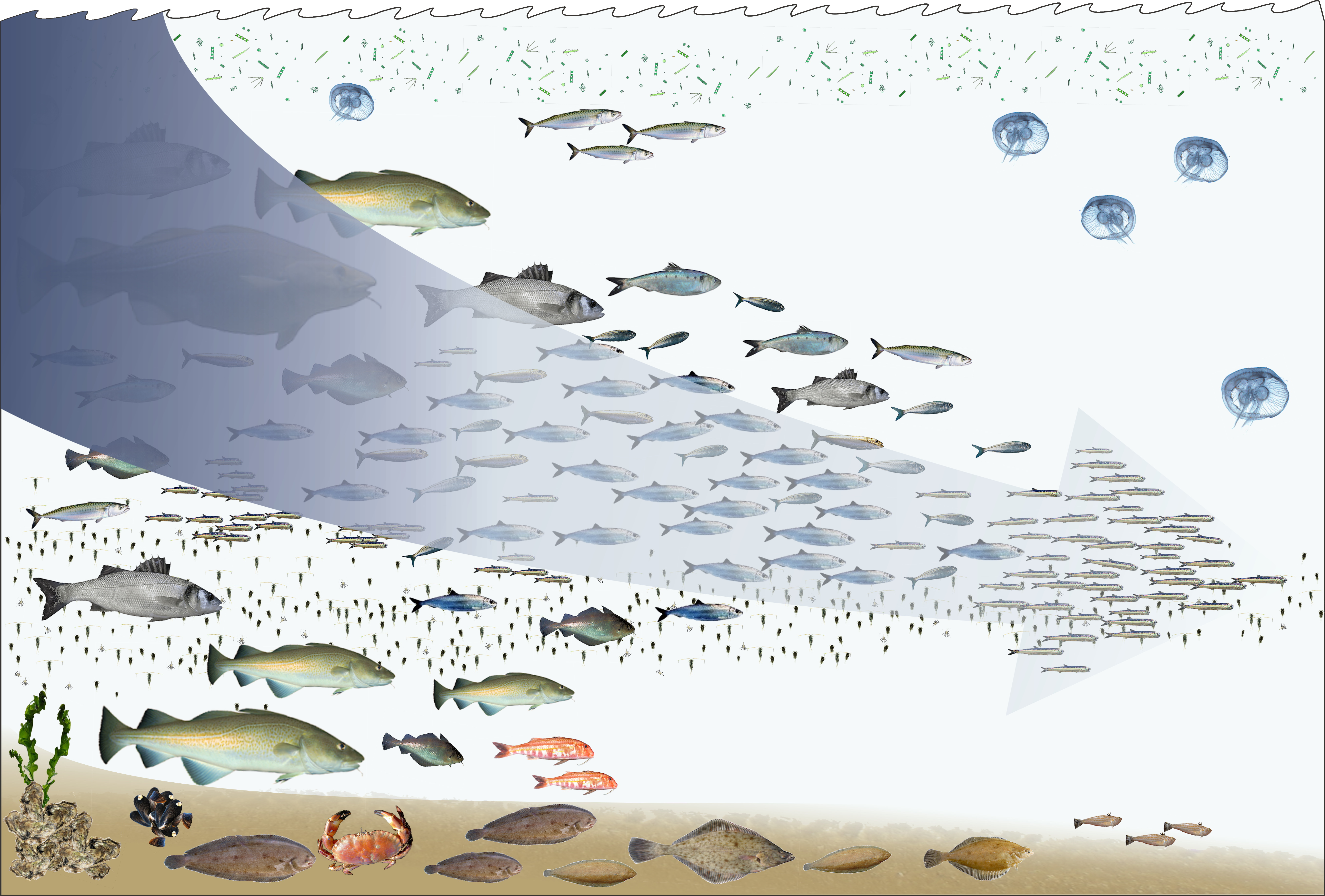
Représentation schématique du concept Fishing down the food web de l'halieute Daniel Pauly.

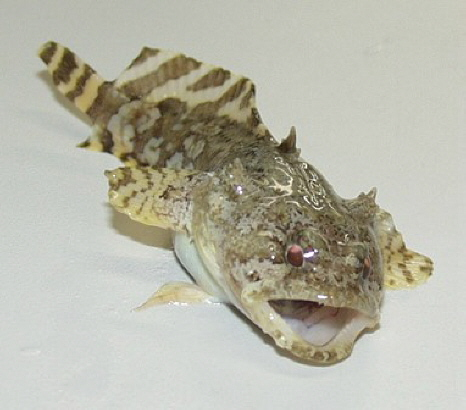
Opsanus beta est un exemple de poisson benthique.

L'épithète démersal s'applique à un poisson vivant près du fond sans pour autant y vivre de façon permanente. Le terme a été construit au XIXe siècle à partir du latin demersus, participe passé du verbe demergere qui signifie « plonger ».

## Classification

La colonne d'eau et ses différents étages d'espèces.

- benthiques : qui vivent constamment sur le fond de la mer lui-même
- benthopélagiques : qui vivent juste au-dessus du fond marins, dans les premiers centimètres de la colonne d'eau en général.

## Spécificités
La faune démersale vit en pleine eau mais à proximité immédiate du benthos et s'en nourrit. Outre des poissons, la faune démersale comprend aussi des animaux invertébrés (crustacés, céphalopodes).
Elle dépend souvent de la faune benthique et elle est localement plus exposée à la pollution des sédiments, à certains rejets en mer, aux zones d'anoxies et zones mortes (plus fréquentes près du fond) et au passage des chaluts.